# Francesco Casale
Francesco Casale (Roma, 20 novembre 1960) è un attore italiano.

## Biografia
Esordì con un piccolo ruolo nel film Ginger e Fred di Federico Fellini, in seguito interpretò ruoli importanti in svariate pellicole cinematografiche e film per la televisione come Arabella l'angelo nero e Allullo drom - L'anima zingara.
Nel 1994 venne scelto da Tinto Brass come protagonista del film L'uomo che guarda, ispirato all'omonimo romanzo di Alberto Moravia: la pellicola suscitò molto scalpore perché per la prima volta mostrava veri genitali maschili in erezione invece delle fin lì consuete protesi, e proprio Casale si esibì in una lunga scena di inturgidimento.
Negli anni successivi prese parte ad alcune miniserie fra cui La famiglia Ricordi e Caraibi e ebbe anche ruoli cinematografici in Ivo il tardivo, Jolly Blu e Come mi vuoi, nel quale interpretava il travestito Gioia.

### Vita privata
Sposato con la principessa Vittoria Odescalchi, Casale ha abbandonato le scene dopo il matrimonio.

## Filmografia

### Cinema
- Ginger e Fred, regia di Federico Fellini (1986)
- Arabella l'angelo nero, regia di Stelvio Massi (1989)
- Le cinque rose di Jennifer, regia di Tomaso Sherman (1989)
- Rito d'amore, regia di Aldo Lado (1989)
- Crack, regia di Giulio Base (1991)
- Allullo drom - L'anima zingara, regia di Tonino Zangardi (1992)
- L'urlo della verità, regia di Stelvio Massi (1992)
- L'uomo che guarda, regia di Tinto Brass (1994)
- Ivo il tardivo, regia di Alessandro Benvenuti (1995)
- Come mi vuoi, regia di Carmine Amoroso (1997)
- Jolly Blu, regia di Stefano Salvati (1998)
- La signora del gioco, regia di Anna Brasi (1998)

### Televisione
- L'isola del tesoro (1987)
- Professione vacanze (1987)
- La romana (1988)
- I cavalieri del cross (1988)
- Testimone oculare (1989)
- I ragazzi del muretto (1991)
- Chèques en boîte (1994)
- La famiglia Ricordi (1995)
- Belle Époque (1995)
- Caraibi (1999)
- L'ispettore Giusti (1999)
- A casa di Anna (2004)